# La Chapelle-Blanche (Côtes-d'Armor)
La Chapelle-Blanche è un comune francese di 221 abitanti situato nel dipartimento delle Côtes-d'Armor nella regione della Bretagna.

## Società

### Evoluzione demografica
Abitanti censiti